# Conway Peak
Conway Peak är en bergstopp i Antarktis. Den ligger i Östantarktis. Nya Zeeland gör anspråk på området. Toppen på Conway Peak är 1 800 meter över havet, eller 275 meter över den omgivande terrängen. Bredden vid basen är 1,3 km.
Terrängen runt Conway Peak är huvudsakligen bergig, men åt sydväst är den kuperad. Trakten är obefolkad. Det finns inga samhällen i närheten. 